# Коромачно
Коромачно је насељено место у саставу општине Раша у Истарској жупанији, Хрватска. До територијалне реорганизације у Хрватској налазило се у саставу старе општине Лабин.

## Становништво
На попису становништва 2011. године, Коромачно је имало 180 становника.

## Попис1991.
На попису становништва 1991. године, насељено место Коромачно је имало 269 становника, следећег националног састава:
| Попис 1991.‍  | Попис 1991.‍  | Попис 1991.‍ | Попис 1991.‍ | Попис 1991.‍ |
| ------------ | ------------ | ----------- | ----------- | ----------- |
|              |              |             |             |             |
| Хрвати       | Хрвати       |             | 147         | 54,64%      |
| Муслимани    | Муслимани    |             | 12          | 4,46%       |
| Срби         | Срби         |             | 6           | 2,23%       |
| Италијани    | Италијани    |             | 5           | 1,85%       |
| Словенци     | Словенци     |             | 4           | 1,48%       |
| Југословени  | Југословени  |             | 3           | 1,11%       |
| Румуни       | Румуни       |             | 1           | 0,37%       |
| Црногорци    | Црногорци    |             | 1           | 0,37%       |
| неопредељени | неопредељени |             | 10          | 3,71%       |
| регион. опр. | регион. опр. |             | 79          | 29,36%      |
| непознато    | непознато    |             | 1           | 0,37%       |
| укупно: 269  |              |             |             |             |